# جانس ولرت
جانس ولرت (انگلیسی: Jannes Vollert؛ زادهٔ ۲۱ ژانویهٔ ۱۹۹۸) بازیکن فوتبال اهل آلمان است.
از باشگاه‌هایی که در آن بازی کرده‌است می‌توان به باشگاه ورزشی وردر برمن اشاره کرد.
وی همچنین در تیم‌های ملی فوتبال Germany national under-16 football team، جوانان آلمان، و جوانان آلمان بازی کرده‌است.